# シロカモメ

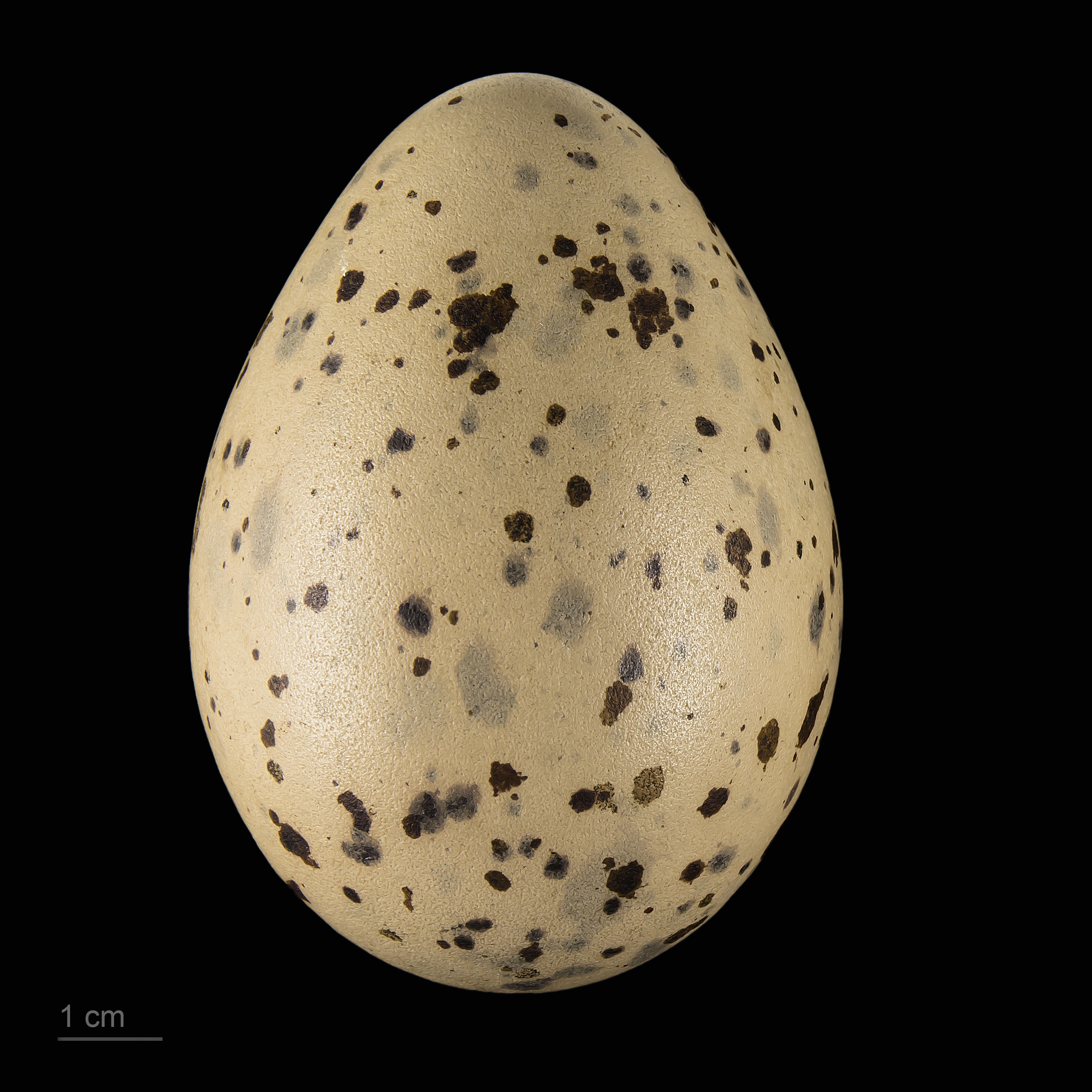
Larus hyperboreus

シロカモメ（白鴎、白鷗、学名：Larus hyperboreus）は、チドリ目カモメ科に分類される鳥類の一種である。

## 分布
ユーラシア大陸、北アメリカの北極圏やグリーンランド、アイスランドで繁殖する。冬季は、やや南下して越冬する。
日本へは冬鳥として渡来する。北海道、東北地方では普通種だが、関東以西では稀である。北海道では越夏する個体もいる。

## 形態
全長約71cm。翼開長約160cm。セグロカモメより大きい、大型のカモメ類である。4年で成鳥羽になる。成鳥夏羽は頭部から体の下面は白く、背中や翼の上面は淡い青灰色。冬羽では頭部から胸に褐色斑がある。嘴は黄色で、下嘴先端に赤い斑がある。足はピンク色。雌雄同色である。
幼鳥は全身が淡い褐色で、成長するにつれて体が白色化していく。また、背や肩羽に青灰色の部分が混じりだす。

## 生態
繁殖期は、海岸付近や、河口、やや内陸に入った場所にある淡水湖などに生息する。あまり内陸深くに入らない。非繁殖期は海岸や港湾で見られるが、外洋に出て行くことはあまりない。繁殖期、非繁殖期とも群れで生活していることが多いが、日本への渡来は単独または小群で、他のカモメ類と混群を作っていることが多い。
食性は動物食で、魚類、甲殻類、海鳥の雛のほか、海獣の死骸なども食べる。
繁殖形態は卵生。砂地や海岸の岩の上、草地などに枯れ草や海藻を敷いて営巣する。繁殖時はコロニーを形成することが多い。繁殖期は5-7月で、2-3卵（稀に4卵）を産む。抱卵や育雛は雌雄共同で行う。
鳴き声は、ミャオーまたはクワー。 

## 類似種と識別点
体が大きく全身が他のカモメ類と比べて白いことから、多種の識別は比較的容易である。アイスランドカモメが比較的似ているが、本種の方が体が大きく嘴や足、頸が長い。

## 画像

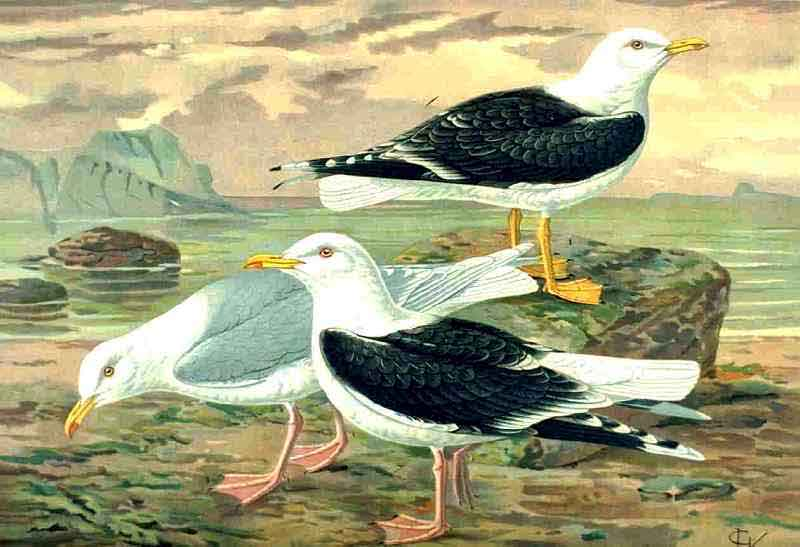
左がシロカモメ、下がオオカモメ、上がニシセグロカモメ